# Sarakacani

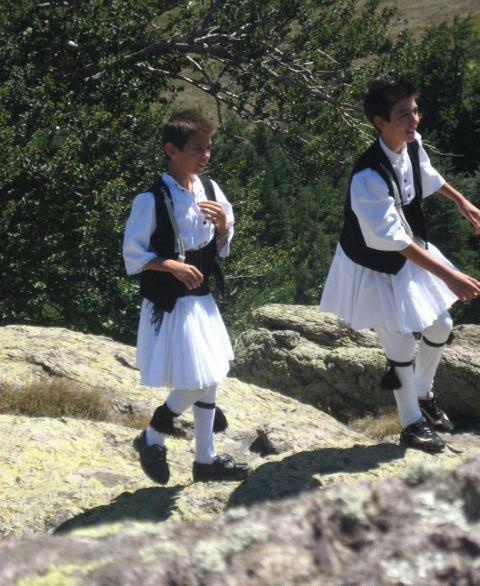
Děti v sarakacanském kroji

Sarakacani (řecky Σαρακατσάνοι) nebo v Bulharsku Karakačani (bulharsky Каракачани) je řecky mluvící etnikum obývající horské oblasti Řecka, ale i další oblasti v Albánii, Bulharsku a Severní Makedonii.

## Jméno
Název „Karačakani“ je pravděpodobně odvozen od tureckých slov kara („černý“) a kačan („uprchlík“). Toto pojmenování dostali díky svým černým krojům a způsobu uprchlického života, který vedli. Turci je tedy nazývali „černí uprchlíci“. Jiná, méně pravděpodobná teorie říká, že jejich jméno je valašského původu a je odvozeno od valašských slov sarac-tsani, čili „chudí lidé“. Sarakacani žijí i v Bulharsku, kde vedle dalších Řeků tvoří řeckou menšinu.

## Původ a dějiny
Jejich původ je sporný. Již od starověku mluví řecky, žijí v endogamii a nepovažují se za zvláštní etnikum. Někteří badatelé zastávají názor, že jde o potomky starověkých nomádů Pelasgů, kteří obývali hornaté oblasti Řecka již v předklasickém období či dokonce (např. Makris, 1990) již před neolitem a po příchodu Řeků se s nimi pomíchali a přijali jejich jazyk. Výzkumy také ukazují, že patří ke kontinentálnímu, ne k mediteránnímu typu europoidů, a že jsou blízkými příbuznými brněnsko-předmostských kromaňonců. Z tohoto pohledu se jedná o nejstarší etnikum v Evropě (starší než Baskové).
Podle jiných názorů jde o potomky řeckých rolníků, kteří kolem 14. století, tedy od turecké nadvlády, byli nuceni opustit svá původní sídla a stali se nomádskými pastevci. Tuto teorii potvrzuje i folklór Sarakacanů, kde se v mnoha písních a pořekadlech vzpomíná, že k nomádskému životu byli přinuceni Turky. Sarakacani sami sebe označují za Řeky. Někteří badatelé poukazují na geometrické motivy lidových krojů Sarakacanů, které podle nich mají původ v temném období řeckého starověku a mohou být považováni i za potomky protořeckých kmenů, kteří žili odděleně v horách už od dob starověku, případně za potomky Dórů. Fyziognomicky se Sarakacani neliší od ostatního řeckého obyvatelstva.
Za pravlast všech Sarakacanů můžeme považovat horskou oblast Agrafa, která leží na hranici Euritánie a Thesálie. Tuto oblast obývají dodnes a odsud během turecké nadvlády v 16. až 19. století obsazovali další území Řecka. Usadili se v Epiru (hlavně kraj Tzoumerka), severní řecké Makedonii, Thrákii (pohoří Rodopy) a také v dnešním jižním Bulharsku, kde žijí dodnes a tvoří zde řeckou menšinu. Menšími územími obývanými Sarakacany byly Attika (oblast Marathónu), Boiótie (Kopaiské jezero) a ostrov Euboia.
Sarakacani z hor prováděli výpady na turecké oddíly, proto je Turci často přezdívali „kleftové“ (zloději). Sarakacani žili ve vysokých polohách řeckého pohoří Pindos v Agrafě a v Makedonii, kde si zajišťovali jednoduchý způsob obživy. Během období turecké okupace Řecka se k Sarakacanům přidávalo stále více rebelů, kteří toužili vyhnat Turky ze země. Sarakacani definitivně sestoupili z hor až koncem 19. století, tedy když Řecko získalo nezávislost.

## Kultura
Sarakacani si dodnes v Řecku udržují vlastní kulturu a folklór. Jejich kultura a lidové tradice jsou ve všech místech jejich osídlení stejné, typicky středořecké, což značí, že všichni Sarakacani pocházejí z kraje Euritánie, z pohoří Agrafa.
Způsob života a organizace
Sarakacani se tradičně organizovali do kmenového uskupení, tzv. tselingádu, v jehož čele stál tselingas, obvykle nejstarší, nejbohatší a nejzkušenější pastýř. Po něm následovala řada starších (gerúsia), která společně s tselingasem rozhodovala o různých činnostech kmene. Tselingády se staraly o své příslušníky a společný chov ovcí a koz. Tselingáda byla dobře organizovaná a její příslušníci se přesouvali se svým stádem na různá určená místa na zimu a na léto. Někteří Sarakacani však nebyly součástí tselingádu a žili osamoceně, nazývali se (Tsopanarei). Tradiční obydlí Sarakacanů se nazývá konaki a jde o jednoduchý slaměný kruhový domek, na jeho vrcholu byl často umístěn kříž.
Hlavou rodiny byl muž, otec (pateras), který rozhodoval o tom, co bude rodina dělat, společnost byla tvrdě patriarchální, což je opakem řeckých Arumunů, kde měly ženy velký vliv a volnost. Ženy Sarakacanů se staraly o domácnost, tkaly šaty, připravovaly oheň a nosily dřevo. Očekávalo se od nich, že budou milé a pokorné. Díky kočování a těžkému životu Sarakacani neznali školy, ale každý tselingas měl na starosti najmout učitele, který vyučoval děti z tselingádu. Sarakacani byli křesťany, ale kvůli svému způsobu života nechodili do kostela a pouze zřídka přišli do kontaktu s kněžími, kteří je často brali za polopohany. Sarakacani slavili tradiční křesťanské svátky pouze tanci, zpěvem a často podivnými pohanskými tradicemi. Věštili z kostí a vnitřností zvířat a vykonávali i jiné tradice, které mají původ v antickém řeckém náboženství. Starověký původ má i jejich zmíněný způsob organizace do tselingádů a jejich tvrdá patriarchální společnost. Sarakacani nenosili žádné cizí šaty, pouze své tradiční. Muži nosili převážně suknici – fustanellu, tak jako i jiní Řekové, a černou košili. Ženské kroje byly černé s bohatou pestrobarevnou geometrickou výzdobou, která má zřejmě původ v temném období starověkého Řecka.

## Jazyk
Sarakacani hovoří řecky, přesněji jazykem řazeným pod severořecké dialekty řečtiny. Jazyk Sarakacanů si uchoval čistotu v porovnání s ostatními nářečími. Nachází se zde málo cizích slov a téměř žádné turkismy. Jejich jazyk si uchoval mnohá slova ze starořečtiny, která se v standardní novořečtině nedochovala.

## Známí Sarakacani
- Antonis Katsantonis – známý řecký kleft
- Georgios Karaiskakis – generál ve válce za nezávislost
- Nikolaos Katsaros – poslanec a autor knihy Starořecký původ národu Sarakacanů